# スオムッサルミ
スオムッサルミ (スオムスサルミ、Suomussalmi [ˈsuo̯muˌsːɑlmi]) はフィンランド、カイヌー県にある自治体。ケヒュス＝カイヌー郡に属する。フィンランド語のみを公用語としている。
人口7,509人 (2012年12月31日現在)。総面積5,857.60 km²はフィンランドの自治体で第9位、全面積のうち10%近くが水域である。
トナカイの生息地としては最南端である。
1939年から1940年の冬戦争の間、この地域の周辺地域が戦場となり、フィンランドを中央で分断しようと進撃したソ連軍との間で多くの戦闘があった。スオムッサルミの戦い、ラーッテ林道の戦いは有名である。この戦いでフィンランド軍は少数であったものの、戦争終結までソ連軍と戦い続けた。

## 姉妹都市
- Kalevala、ロシア
- Nordmaling、スウェーデン

## スオムッサルミ出身の人物
- ヘイキ・コバライネン：レーシングドライバー
- マッティ・マッコネン：携帯電話のショートメッセージサービス（SMS)を開発したエンジニア
- トイニ・グスタフソン：クロスカントリースキーのオリンピックメダリスト。第二次世界大戦のためスウェーデンへ亡命した。